# ASA (skala)
Skala ASA – stosowana powszechnie w anestezjologii klasyfikacja oceniająca ryzyko operacyjne związane z wystąpieniem poważnych powikłań lub zgonu pacjenta w czasie znieczulenia albo po nim. Została opracowana przez American Society of Anaesthesiology (ASA). Początkowa wersja została opublikowana w 1963 r. i składała się z czterech pierwszych grup.
W systemie tym pacjenta kwalifikuje się na podstawie oceny przedoperacyjnej do jednej z pięciu grup (I–V) lub do grupy szóstej:
1. grupa I – pacjent bez obciążeń schorzeniami dodatkowymi, spożywający alkohol w niewielkich ilościach, niepalący.
2. grupa II – pacjent z niezbyt nasiloną chorobą układową, taką jak: stabilne i dobrze kontrolowane nadciśnienie tętnicze, wyrównana cukrzyca, przewlekłe zapalenie oskrzeli w stadium wydolności układu oddechowego, niewielkiego stopnia choroba niedokrwienna mięśnia sercowego, niedokrwistość, znacznego stopnia otyłość (powyżej 20% należnej masy ciała,BMI 30-39,9 kg/m2), dodatkowo do tej grupy zaliczają się palacze, kobiety w ciąży,osoby pijące alkohol w umiarkowanych ilościach (social drinker).
3. grupa III – pacjent z ciężką chorobą układową, która ogranicza jego wydolność lub aktywność np. przebyty zawał serca do 3 miesięcy przed datą wykonania zabiegu operacyjnego, niestabilna dusznica bolesna, ciężkie schorzenie układu oddechowego, nieuregulowana cukrzyca. Dodatkowo alkoholicy,pacjenci z BMI>40kg/m2.
4. grupa IV – pacjent z bardzo ciężką chorobą układową, która stanowi o zagrożeniu jego życia np. niewydolność nerek, zastoinowa niewydolność krążenia, organiczna wada serca z cechami ostrej niewydolności krążenia, świeży zawał mięśnia sercowego, EF<30%,  niewydolność wątroby, gruczołów dokrewnych.
5. grupa V – pacjent konający, który z dużym prawdopodobieństwem umrze, jeśli nie zostanie poddany zabiegowi operacyjnemu, np. pacjent z pękniętym tętniakiem aorty i głębokim wstrząsem, pacjent z masywnym zatorem tętnicy płucnej.
6. grupa VI – osoba, u której stwierdzono śmierć mózgu, która poddana ma być procedurze pobrania organów do przeszczepienia.

Dodatkowe oznaczenie E niekiedy stosuje się, gdy zabieg ma być wykonywany w trybie nagłym, natomiast literą P proponuje się oznaczanie ciężarnych.
Im niższa grupa ASA, tym ryzyko powikłań okołooperacyjnych mniejsze.
W postępowaniu z chorymi z ASA III lub IV powinien być zaangażowany doświadczony anestezjolog. Jeśli to możliwe, to chorymi z ASA V powinno się zajmować dwóch anestezjologów.